# Мелхиседек Касандрийски
Мелхиседек (на гръцки: Μελχισεδέκ), е гръцки духовник, митрополит на Константинополската патриаршия от XVII век.

## Биография
Мелхиседек става епископ на Ардамерската епархия. Напуска катедрата преди 1680 година, тъй като на 5 юни 1680 година като бивш ардамерски епископ е избран за архиепископ на Касандрийска епархия.